# Acacia polypodioides
Acacia polypodioides är en ärtväxtart som beskrevs av Paul Carpenter Standley. Acacia polypodioides ingår i släktet akacior, och familjen ärtväxter. Inga underarter finns listade i Catalogue of Life.